# Povijest muške homoseksualnosti
Homoseksualnost je seksualna ili romantična privlačnost između osoba istog spola. Ovo je članak o povijesti muške homoseksualnosti. Postoje rasprave o tome treba li se termin „homoseksualnost“ koristiti za opis istospolnih veza u prošlosti.
Vjeruje se da je homoseksualnost tolerirana diljem drevnih kultura.

## Afrika
Nejasno je kakvi su bili pogledi starih Egipćana na homoseksualnost. Neki egiptolozi vjeruju da su egipatski dužnosnici Nyankh-Khnum i Khnum-hotep bili homoseksualni par. Nema dokaza da su istospolni odnosi bili ilegalni u drevnome Egiptu. Prema mitologiji, bogovi Set i Horus imali su spolnu vezu.

## Amerike
Homoerotski su obredi postojali u majanskim hramovima. Kada su španjolski kolonizatori došli u današnju Latinsku Ameriku, bili su zgađeni tolerancijom prema istospolnim vezama. Majanski bog Chin bio je povezan s pederastijom u današnjoj Gvatemali.

## Azija
Homoseksualnost je dobro dokumentirana u Indiji, Kini i Japanu. Kineski vladar, car Ai od Hana, ponekad je opisan kao „gej muškarac“.

## Europa
Stari su Grci uglavnom bili tolerantni prema istospolnim vezama te su i muška i ženska homoseksualnost dobro dokumentirane u staroj Grčkoj. Istospolni se odnosi prikazuju u umjetnosti i mitologiji, koja sadrži brojne priče o istospolnoj ljubavi. Diljem drevne Grčke, pederastija – veza između odraslih muškaraca i adolescenata – prakticirana je i poštivana.
Rimski car Hadrijan u javnosti se pojavljivao sa svojim ljubimcem Antinojem. 
Pojava kršćanstva iznimno je promijenila Europu; homoseksualni su odnosi postali poznati kao „sodomija“ te je u srednjem vijeku Katolička Crkva oštro osuđivala homoseksualnost, podsjećajući vjernike na biblijsku osudu istospolnih odnosa.
Engleski kralj Vilim II. Riđi nije se ženio i nije imao konkubine, a njegov je dvor navodno bio „pun sodomije“.